# Tevfik Köse
Tevfik Köse (Düsseldorf, 12 luglio 1988) è un ex calciatore tedesco naturalizzato turco, di ruolo attaccante.

## Caratteristiche tecniche
Ala sinistra, può essere schierato come attaccante e come ala destra.

## Carriera
Cresciuto nei vivai di Fortuna Düsseldorf e Bayer Leverkusen, passa al professionismo nel 2005, a 17 anni, affermandosi in campo europeo da protagonista con l'Under-17 turca nel 2005.

## Palmarès

### Nazionale
- Campionato europeo di calcio Under-17: 1

Italia 2005

### Individuale
- Capocannoniere del campionato europeo di calcio Under-17: 1

2005 (6 gol)